# Jeune Femme (film)
Pour les articles homonymes, voir Jeune Femme.
Pour plus de détails, voir Fiche technique et Distribution.
Jeune Femme est un film français réalisé par Léonor Serraille, sorti en 2017.

## Synopsis
Paula est de retour à Paris après une longue période d'absence et une récente rupture. Sans travail et sans amis, la jeune femme presque trentenaire, tente de refaire sa vie au fil de ses nouvelles rencontres.

## Fiche technique
- Titre français : Jeune Femme
- Réalisation : Léonor Serraille
- Scénario : Léonor Serraille
- Photographie : Émilie Noblet
- Décors : Valérie Valéro
- Montage : Clémence Carré
- Musique : Julie Roué
- Société de production : Blue Monday Productions
- Producteurs : Sandra da Fonseca, Nathalie Mesuret, Bertrand Gore
- Distributeur : Shellac
- Genre : comédie dramatique
- Langue : français
- Pays d'origine :  France
- Durée : 97 minutes
- Dates de sortie : 
  -  France (Première mondiale au Festival de Cannes 2017) : 23 mai 2017
  -  France (national) : 1er novembre 2017

## Distribution
- Lætitia Dosch : Paula
- Souleymane Seye Ndiaye : Ousmane
- Grégoire Monsaingeon : Joachim
- Léonie Simaga : Yuki
- Nathalie Richard : Mère de Paula
- Erika Sainte : Mère de Lila
- Lilas-Rose Gilberti : Lila
- Audrey Bonnet : Médecin
- Julie Guio
- Marie Rémond
- Jean-Christophe Folly
- Jean-René Lemoine

## Accueil

### Critique
En France, l'accueil critique est bon : le site Allociné recense une moyenne des critiques presse de 3,9/5, et des critiques spectateurs à 3,6/5.
Les Inrockuptibles évoquent le « portrait virevoltant d'une trentenaire marginale ». Pour Libération, « Léonor Serraille sait maintenir sa caméra en éveil, alors même que son scénario, fort bien écrit, aurait pu cadenasser son film, ou le réduire à de la simple illustration. ».

## Distinctions
- Festival de Cannes 2017 : Caméra d'or, sélection officielle Un certain regard [6]
- Champs-Élysées Film Festival 2017 : Prix du meilleur film français [7]
- Césars 2018 : Nominations au César du meilleur premier film, et au César du meilleur espoir féminin pour Lætitia Dosch